# کاکایی ایسلندی

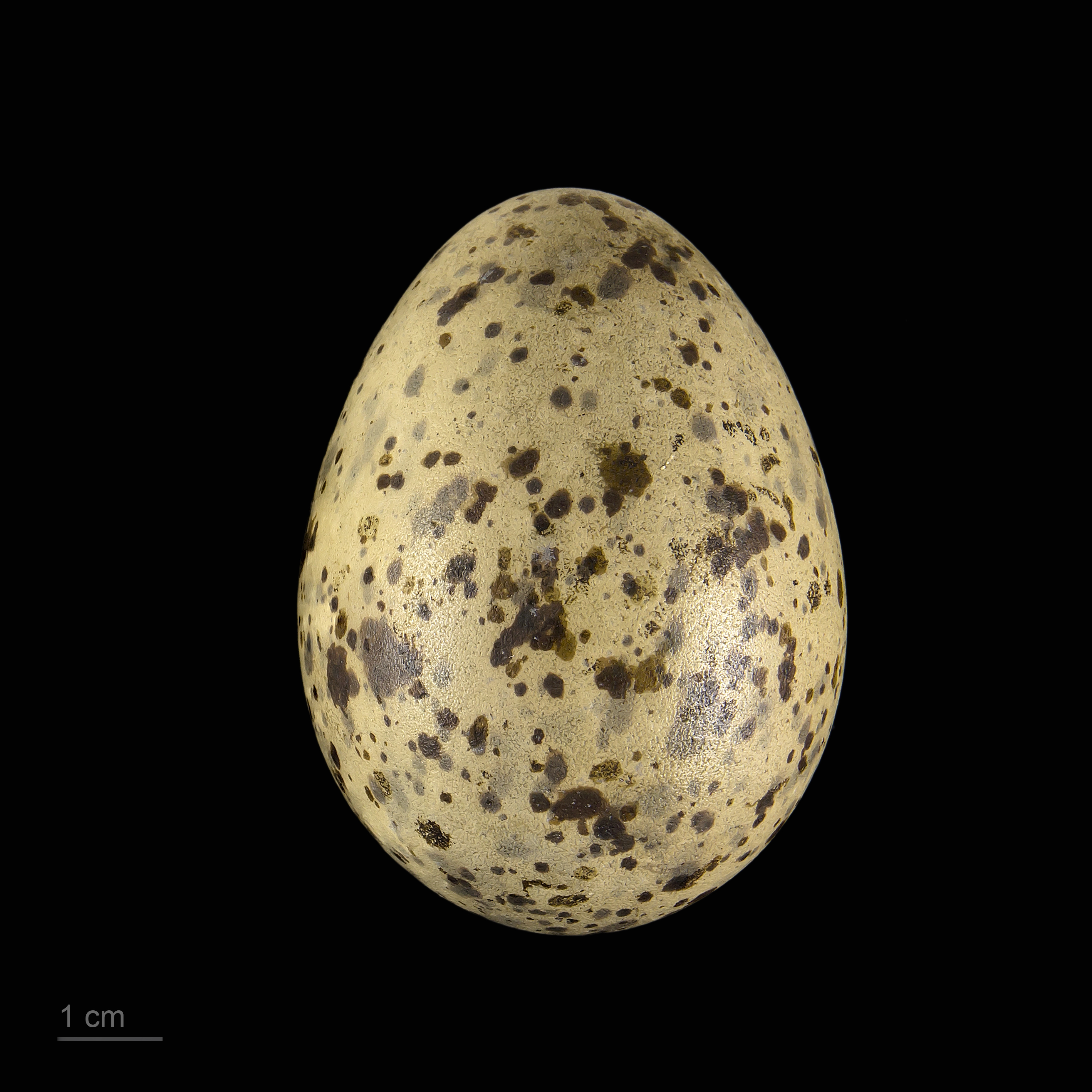
Larus glaucoides

کاکایی ایسلندی (نام علمی: Larus glaucoides) نام یک گونه از سرده کاکایی است.